# Срчана међукоморска преграда
Срчана међукоморска преграда (СМП) или вентрикуларни септум је чврсти зид који дели срце на десну и леву комору, протежући се у равни предњих и задњих међукоморских жлебова. Септација срчаних комора се дешава код фетуса почев од 7 недеља гестације,формирањем ове ембриолошки хетерогене структуре.
Анатомски гледано СМП која се пружа косо уназад и удесно закривљена је са конвексношћу према десној срчаној комори, док њене ивице одговарају предњој и задњој међукоморској бразди. Доњи део преграде  је највећим делом  дебео и мишићав, а њен знатно мањи горњи део је танак и опнаст. 
Током сваког срчаног циклуса СМП се контрахује тако што се уздужно скраћује и постаје дебља.

## Анатомија
Срчана међукоморска преграда која је приближно троугластог облика, простире се у три равни; антериорно (у антеро-супериорном правцу), инфериорно (десно и инферолатерално) и апикално (према врху леве коморе). Апикалне две трећине СМП су јако трабекулисане, са глатким зидовима базалне једне трећине.
СМП се састоји од мишићног и мембранозног дела. 
Мишићни део СМП подељен је на следеће саставне делове:
- Улазни септум - пружа се позади до срчаног дела, одвајајући атриовентрикуларне залиске
- Трабекуларни септум - примарна је структура која дели анатомска тела леве и десне срчане коморе
- Инфундибуларни септум - директно инфериоран у односу на спој између плућне комисуре и комисуре између десне и леве коронарне квржице аортног залиска. Разликује се од остатка септума и по оријентацији и по перфузији. Уметнуз је у десни коронарни синус. Често се снабдева крвљу из десцендентне септалне артерије, гране конусне артерије или проксималне десне коронарне артерије.[2]

Компаративно деминутивна мембранска компонента налази се између излазних путева леве и десне срчане коморе, испред десног фиброзног тригонума, задњег десног коронарног синуса и наставља се са мишићним септумом. Даље је подељен септалним клапном трикуспидалног залиска који је супериорнији од споја трикуспидалног залиска. Септум је интер-атријални, док је део инфериорнији од трикуспидалног залиска прави интервентрикуларни (вентрикуларни) део.

## Ембриолошко порекло СМП
СМП почиње да се развија током 5. недеље гестације. Преграда расте  како се свака срчана комора повећава, приближавајући се гребенима срчаног булбуса и ендокардијалним јастучићима. Влакнасти део СМП затвара се 3 недеље касније. Коначно, спојени аортопулмонални септум и спојени атриовентрикуларни јастучићи састављају мишићни део СМП. [ 8 , 9 ].

## Клинички значај
У патолошка стања повезана са СМП спадају:
Коморски дефект септума или вентрикуларни септални дефект-ВСД (енгл. Ventricular septal defect)  урођена мана срца у којој постоји директна комуникација узмађу леве и десне срчане коморе услед дефекта међукоморске преграде. ВСД  је је један од четири урођена дефекта стања тетралогије Фалота, који може изазвати шант протока крви из левог у десно у срце и један је од најчешћих урођених срчаних мана. Ова врста шанта је ацијанотични поремећај који може довести до задебњање (хипертрофије) срчаних комора.  
Анеуризма међукоморске преграде - дефинише се као савијање међукоморске преграде веће од 15 mm са обе стране код одраслих и 5 mm код деце током нормалног срчаног покрета. Може захватити или мембрански (најчешће) или мишићни део међукоморске преграде. Етиологија је обично урођена. Анеуризму међукоморске преграде диференцијалнодијагностилки требало би разликовати од коморске анеуризме која се обично јавља у врху срца.
Међукоморска преграда сигмоидног облика  (МПСО) - сматра се анатомском варијантом која СМП  даје  сигмоидну или С контуру. Може бити чешћи код старијих пацијената. Како МПСО може изазвати клинички значајне хемодинамске поремећаје повезује са опструкцијом срчане коморе. Повремено се повезује са синкопом и благом вентрикуларном опструкцијом.
Поравнање међукоморске преграде и преткоморске преграде - је поремећено код различитих урођених срчаних обољења. 
Абнормална крварења у СМП